# Le Retour (chanson)
Ne doit pas être confondu avec Retour, chanson d'Henri Dès représentant la Suisse à l'Eurovision 1970.
Pour les articles homonymes, voir Le Retour.
Chansons représentant le Suisse au Concours Eurovision de la chanson
Nous aurons demain
(1961) T'en va pas
(1963)
Le Retour est une chanson écrite par Émile Gardaz, composée par Géo Voumard et interprétée par le chanteur français Jean Philippe, sortie en 45 tours en 1962.
C'est la chanson ayant été sélectionnée pour représenter la Suisse au Concours Eurovision de la chanson 1962 le 18 mars à Luxembourg.

## À l'Eurovision
C'est la seconde fois que le chanteur Jean Philippe participe à l'Eurovision, ayant représenté la France en 1959 avec la chanson Oui, oui, oui, oui qui terminait alors 3e sur 11 chansons.
La chanson est intégralement interprétée en français, l'une des langues officielles de la Suisse, comme le veut la coutume avant 1966. L'orchestre est dirigé par Cédric Dumont.
Le Retour est la onzième chanson interprétée lors de la soirée du concours, suivant Kom sol, kom regn d'Inger Jacobsen pour la Norvège et précédant Ne pali svetla u sumrak de Lola Novaković pour la Yougoslavie.
À l'issue du vote, elle obtient 2 points et se classe 10e sur 16 chansons, à égalité avec Vuggevise d'Ellen Winther pour le Danemark et Kom sol, kom regn d'Inger Jacobsen pour la Norvège,.

## Liste des titres
| A1. | Le Retour               | Émile Gardaz, Géo Voumard         | 2:51 |
| A2. | Jolie, jolie            | C. Loose, Ralph Bernet, W. Muller | 2:26 |
| B1. | Le Temps de la sérénade | Jean Renard                       | 3:14 |
| B2. | Le Bal de mes seize ans | Henri Pelissier                   | 2:17 |

## Historique de sortie
| Région         | Date | Format         | Label   |
| -------------- | ---- | -------------- | ------- |
| France, Europe | 1962 | super 45 tours | Polydor |